# Julia Klöckner
Julia Klöckner (Bad Kreuznach, 16 de desembre de 1972) és una política alemanya, membre de la Unió Demòcrata Cristiana (CDU).
Va néixer a l'estat alemany de Renània-Palatinat. Va seguir els estudis de Ciència política, Teologia i Pedagogia i va iniciar la seva carrera defensant els interessos dels viticultors de la seva regió.
El 2002 la van escollir membre del Parlament Regional de Renània-Palatinat, i del 2005 2005 al 2011 va formar part del Bundestag. El 2011 la van tornar a escollir membre del parlament de Renània-Palatinat.
El 2011 va ser la candidata presentada per a la CDU per enfrontar-se a Kurt Beck a les eleccions estatals, en què Beck va ser finalment reelegit. Des del 2010, pertany al Consell Federal de la CDU, ja que la van triar com una de les vicepresidentes del partit. Va tornar a ser la candidata de la CDU a les eleccions estatals del 2016.
Ha escrit diversos articles en revistes com Focus.